# Pantelís Kafés
Pantelís Kafés (en grec : Παντελής Καφές), né le 24 juin 1978, est un footballeur grec, jouant principalement en tant que milieu relayeur. Il fait partie de la sélection grecque ayant réalisé l'exploit de remporter l'Euro 2004.
Il est connu pour avoir porté le numéro 1, normalement réservé aux gardiens de but, dans ses différents clubs.

## Carrière
- 1995-1997 :  Pontioi Verias
- 1997-2003 :  PAOK Salonique
- 2003-2006 :  Olympiakos
- 2006-2012 :  AEK Athènes
- 2012-2013 :  PAE Veria

## Palmarès
- Vainqueur du Championnat d'Europe des nations de football : 2004 (Grèce).

- Champion de Grèce : 2005 et 2006 (Olympiakos).
- Vainqueur de la Coupe de Grèce : 2001, 2003 (PAOK Salonique) et 2005 (Olympiakos).